# Vristulven
Vristulven är en sjö i Mariestads kommun och Skövde kommun i Västergötland och ingår i Göta älvs huvudavrinningsområde. Sjön är 16 meter djup, har en yta på 4,08 kvadratkilometer och befinner sig 111 meter över havet. Sjön avvattnas av vattendraget Svartån. Vid provfiske har bland annat abborre, braxen, gers och gädda fångats i sjön.

## Delavrinningsområde
Vristulven ingår i det delavrinningsområde (649540-137841) som SMHI kallar för Utloppet av Vristulven. Medelhöjden är 115 meter över havet och ytan är 12,36 kvadratkilometer. Det finns inga delavrinningsområden uppströms utan avrinningsområdet är högsta punkten. Svartån som avvattnar avrinningsområdet har biflödesordning 3, vilket innebär att vattnet flödar genom totalt 3 vattendrag innan det når havet efter 218 kilometer. Delavrinningsområdet består mestadels av skog (60 %). Avrinningsområdet har 4,09 kvadratkilometer vattenytor vilket ger det en sjöprocent på 33 %.

## Naturreservat
Sjöns norra och västra delar och intilliggande skogs- och våtmarker utgör Vristulvens naturreservat. Inom reservatet finns flera öar, skär och vikar. 

## Fisk
Vid provfiske har följande fisk fångats i sjön:
- Abborre
- Braxen
- Gärs
- Gädda
- Löja
- Mört
- Sarv
- Sutare